# سام مورغان
سام مورغان (بالإنجليزية: Sam Morgan)‏ هو عازف جاز أمريكي، ولد في 18 ديسمبر 1897، وتوفي في 25 فبراير 1936 في نيو أورلينز في الولايات المتحدة.

## وصلات خارجية
- سام مورغان على موقع ميوزك برينز (الإنجليزية)